# 電腦預約系統
计算机预订系统又稱中央预订系统、電腦預定系統，它是一種计算机系统，可以用來存储和检索信息，並且與空中游覽、酒店、汽车租赁或其他活动相關的交易（例如預訂）也可以在此類計算機系統上進行。计算机预订系统最初由航空公司设计和使用，后来扩展到旅行社和全球分销系统（GDS）。